# University of the People
University of the People (UoPeople) còn gọi là Đại học cho Mọi người, là một trường đại học phi lợi nhuận (tổ chức thuộc diện 501c3 của Hoa Kỳ), có trụ sở tại Pasadena, California. Được thành lập bởi Shai Reshef vào năm 2009, trường được chứng nhận và công nhận bởi Bộ Giáo dục Hoa Kỳ (U.S.DoED), Hội đồng Kiểm định Giáo dục Đại học (CHEA), Ủy ban Kiểm định Giáo dục Từ xa (DEAC). Trường cũng được công nhận bởi Văn phòng Giáo dục Đại học Tư nhân của California  (BPPE).

## Lịch sử
Tháng 1 năm 2009, Nhà khởi nghiệp Shai Reshef khởi động Đại học cho Mọi Người. Niên khóa đầu tiên bắt đầu vào tháng 9 cùng năm, khi 177 sinh viên đến từ 49 quốc gia trên toàn cầu tham gia vào lớp học đầu của trường.
Tháng 9 năm 2009, Dự án Xã hội Thông tin - trường Luật thuộc đại học Yale - công bố mở rộng mảng giáo dục số bằng việc thiết lập hợp tác nghiên cứu với UoPeople.
Ngày 19/5/2009, trường được giới thiệu tại tổ chức Liên Hợp Quốc.
Tháng 8 năm 2010, trường lần đầu có mặt tại chương trình Sáng Kiến Toàn Cầu Clinton.

Vào tháng 11 năm 2010, tại chương trình Sáng Kiến Toàn Cầu Clinton, UoPeople cam kết sẽ nhận 250 thanh niên Haiti có đủ tiêu chuẩn theo học trực tuyến miễn phí.

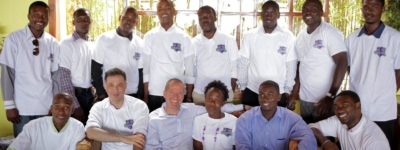
Khởi động dự án Haiti - Tháng 11 năm 2010

Tới tháng 6 năm 2011, UoPeople thiết lập hợp tác với Đại học New York (NYU) để xác định những học sinh thuộc UoPeople có đủ tư cách được xét nhập theo học tại NYU Abu Dhabi - một trong những ngôi trường cạnh tranh nhất thế giới.
Cũng vào tháng 6 năm 2011, UoPeople thiết lập quan hệ đối tác với Hewlett-Packard (HP). Thông qua quan hệ đối tác, HP cam kết thực hiện chương trình tài trợ và hướng dẫn cho sinh viên nữ, thành lập chương trình Thực Tập Nghiên cứu Ảo, trao quyền truy cập tới kho dữ liệu HP Life E-Learning. Đồng thời, HP cung cấp máy tính cho các trung tâm giảng dạy ở Haiti và nhiều hỗ trợ chung giúp UoPeople đạt được chứng nhận từ cơ quan kiểm định chất lượng giáo dục.
Trong năm 2011, qua một khoản đóng góp $ 500 000, quỹ Bill & Melinda Gates tham gia vào các hoạt động của UoPeople và giúp UoPeople đạt được chứng nhận từ cơ quan kiểm định chất lượng giảng dạy.
Vào tháng 8 năm 2013, Microsoft 4Afrika công bố chương trình học bổng cho học sinh gốc Phi để theo học tại UoPeople và truy cập các chương trình, cũng như nhiều nguồn tài liệu của Microsoft.
Đại học cho Mọi người nhận chứng chỉ kiểm định vào tháng 2 năm 2014, từ Ủy ban Kiểm định Giáo dục Đại học từ xa.
Nhóm sinh viên đầu tiên tốt nghiệp vào tháng 4 năm 2014. Họ đến từ 4 quốc gia: Jordan, Nigeria, Syria và Hoa Kỳ.
Trong tháng 11 năm 2014, Đại học công bố quan hệ đối tác với Cao ủy Liên Hợp Quốc về người tị nạn (UNHCR) để cung cấp giáo dục đại học cho người tị nạn trên toàn thế giới.
Trường giới thiệu chương trình MBA đầu tiên vào tháng 3 năm 2016.
Tháng 4 năm 2016, trường có thêm một đối tác là UC Berkeley.
Đến năm 2016, UoPeople đã và đang giảng dạy 5 000 sinh viên đến từ 200 quốc gia.

## Tổ chức và quản lý
Hội nghị Hội đồng Chủ tịch

Họp Hội đồng Chủ tịch của UoPeople

Trường được dẫn dắt bởi Ban quản trị và Hội đồng Chủ tịch.
UoPeople đã nhận được sự ủng hộ rộng rãi của các học giả hàng đầu cho Hội đồng Chủ tịch. Hội đồng gồm có cựu chủ tịch Đại học New York - John Sexton, Hiệu trưởng UC Berkeley - Nicholas Dirks, Viện trưởng Viện Công nghệ Ấn Độ (IIT) - Giáo sư Devang Khakhar, Phó hiệu trưởng Oxford - ngài Colin Lucas, Chủ tịch danh dự của trường Thiết Kế đảo Rhode - Roger Mandle, Chủ tịch danh dự tại cao đẳng Barnard - Judith R. Shapiro và Chủ tịch danh dự của Đại học George Washington - Stephen Joel Trachtenberg, Hiệu trưởng Đại học Boston - Robert Brown, Hiệu trưởng Danh dự Đại học Columbia -George Erik Rupp, Viện trưởng Danh dự của Học viện Paris - Mich'ele Gendreau-Massaloux, Hiệu trưởng Danh dự trường Cao đẳng Vassar College - Catherine Hill, Hiệu trưởng Đại học Duke - Richard H. Broadhead, Phó hiệu trưởng danh dự của Indira Gandhi - Abdul Waheed Khan, Hiệu trưởng danh dự của Đại học Saint Joseph - Pamela Trotman Reid and Hiệu trưởng danh dự của Đại học Rochefeller - Torsten N. Wiesel.
Ban Quản trị của UoPeople được chủ trì bởi Goldfarb Seligman và luật sư Adv. Ashok J.Chandrasekhar. Thành viên bao gồm Thẩm phán danh dự Tòa án tối cao - Christine M. Durham, Giáo sư Luật tại trường luật Hofstra - Daniel J. H. Greenwood, nguyên Chủ tịch Hội đồng học bổng Fullbright - Tom Healy, Giáo sư Tài chính và cựu Trưởng khoa INSEAD - Tiến sĩ Gabriel Hawawini, Chủ tịch của Tập đoàn Sinocare Mr.John Potter và Chủ tịch Shai Reshef - người sáng lập UoPeople.
Cấu trúc của trường dựa trên hơn 3000 tình nguyện viên, một số người giữ nhiều vị trí khác nhau ở mọi cấp bậc. Các tình nguyện viên được hỗ trợ bởi một số nhỏ các nhân viên được trả lương.
Đại học cho Mọi người sử dụng phương pháp hỗ trợ giảng dạy kết hợp với phương pháp "học tập qua giảng dạy" và học hỗ trợ ngang hàng (peer-to-peer). Trường sử dụng diễn đàn thảo luận trực tuyến và cộng đồng mạng để các sinh viên tiếp cận tài liệu, chia sẻ tài nguyên, trao đổi ý kiến và thảo luận các câu hỏi được giao. Các học giả, giáo sư, nhân viên thư viện, sinh viên trình độ thạc sĩ và các chuyên gia - nhiều người trong số họ là tình nguyện viên – sẽ giám sát và tham gia vào quá trình đánh giá và phát triển các chương trình giảng dạy.
Sinh viên cũng có quyền truy cập vào Thư viện và Trung tâm Tài nguyên của UoPeople (ULRC). Đây là một môi trường ảo được truy cập qua cổng thông tin của khóa học. Các dữ liệu của Trung tâm tài nguyên chủ yếu là tài liệu học tập độc quyền và một số tài liệu giáo dục mở.

## Chương trình đào tạo
Đại học cho Mọi người cung cấp 7 văn bằng học thuật sau:
Đại học:
- Bằng Cử nhân Khoa học (B.S.) - Quản trị Kinh doanh
- Bằng Cao đẳng (A.S.) - Quản trị Kinh doanh
- Bằng Cử nhân Khoa học (B.S.) - Khoa học Máy tính
- Bằng Cao đẳng (A.S.) - Khoa học Máy tính
- Bằng Cử nhân Khoa học (B.S.) - Nghiên cứu Sức khỏe
- Bằng Cao đẳng (A.S.) - Nghiên cứu Sức khỏe

Cao học:
- Bằng Thạc sĩ Quản trị kinh doanh (M.B.A)

Có ba yêu cầu để được nhận vào UoPeople: bằng tốt nghiệp trung học phổ thông, thành thạo tiếng Anh, và đủ 18 tuổi trở lên. Sau khi hoàn thành một số môn nghệ thuật tự do cơ bản, sinh viên có thể đi sâu vào chuyên môn của họ. Các khóa học được thiết kế bởi một hội đồng tư vấn gồm những học giả và chuyên viên giàu kinh nghiệm.  Mỗi môn học sẽ có các bài tập cá nhân và thảo luận trực tuyến, cả hai loại đều được đánh giá chéo bởi chính các học viên. Quy mô lớp học thường khoảng 20-30 sinh viên đến từ khắp nơi trên thế giới.
Là trường đại học OER (Đại học Tài nguyên Mở) duy nhất trên thế giới, tất cả các khóa học của UoPeople sử dụng các nguồn tài nguyên giáo dục mở, đơn cử là sinh viên không cần phải trả tiền cho bất kỳ cuốn sách giáo khoa nào.

## Học phí
Sinh viên không cần trả phí khi tham gia lớp học tại UoPeople. Tuy nhiên, có một số chi phí mà mỗi sinh viên đều phải trả:
- Phí đăng ký $60 là phí để ghi danh tại UoPeople[22]
- Exam administration fee of $100-$200 for each exam a student takes[23]
- Phí quản lý thi $100 - $200 cho mỗi kì thi cuối khóa mà sinh viên tham dự

Để hoàn thành bằng cao đẳng (A.S.), một sinh viên phải hoàn thành 20 môn thi. Đối với bằng cử nhân, con số này là 40 môn thi lấy bằng cử nhân. Chi phí môn thi tổng cộng của hai tấm bằng lần lượt là $2 060 và $4 060. Đối với chương trình MBA, sinh viên phải nộp một khoản lệ phí thi $200 cho mỗi môn học. Bằng MBA gồm 12 môn học với tổng chi phí vào khoảng với 2 460 $.
Những sinh viên không đủ khả năng để chi trả có thể đăng ký xin học bổng.

## Quan hệ đối tác

### UC Berkeley
UoPeople thiết lập quan hệ đối tác với Đại học Berkeley ở California (UC Berkeley)  vào tháng 3 năm 2016. Berkeley sẽ chấp nhận các sinh viên ưu tú đã tốt nghiệp với bằng Cao đẳng từ UoPeople và đủ điều kiện để vào trường. Các sinh viên này có thể chuyển tiếp và hoàn tất bằng Cử nhân tại Đại học Berkeley.

### Dự án Xã hội Thông tin - Trường Luật thuộc Đại học Yale
Đại học cho Mọi người và Trường Luật thuộc Đại học Yale (Dự án Xã hội Thông tin - ISP) tuyên bố hợp tác nghiên cứu giáo dục số vào năm 2009. Jack Balkin, Giám đốc Yale ISP và cũng là giáo sư (tước Hiệp Sỹ) về luật Hiến pháp và Sửa đổi Đầu tiên tại trường Luật Yale, đã tham gia vào Hội đồng Tư vấn Nghệ thuật và Khoa học của UoPeople.

### Đại học New York
Vào tháng 6 năm 2011, Đại học New York (NYU) đã công bố một thỏa thuận hợp tác để xác định những học sinh của UoPeople có đủ điều kiện nhập học vào cơ sở Abu Dhabi của NYU. Nhận thức được rằng nhiều học sinh UoPeople là những thanh niên có khó khăn về kinh tế, các sinh viên đủ điều kiện vào NYU, cũng như đủ điều kiện để được xét hỗ trợ tài chính, có thể nhận được gói hỗ trợ lớn để theo học tại NYU Abu Dhabi.
NYU John Sexton là chủ tịch của Hội đồng các hiệu trưởng của UoPeople. Ngoài ra, cả ba trưởng khoa tại UoPeople cũng đến từ NYU.

### Microsoft4Afrika
Thông qua chương trình học bổng Microsoft4Afrika, Microsoft đã cam kết tài trợ sinh viên gốc Phi theo học tại UoPeople. Sinh viên nhân học bổng sẽ phát triển kỹ năng và kinh nghiệm của mình bằng việc tham gia vào các chương trình hỗ trợ bổ sung, trong đó bao gồm: đào tạo chuyên nghiệp từ Microsoft, dẫn dắt bởi nhân viên của Microsoft, thực tập và cơ hội việc làm tại Microsoft và các chi nhánh của họ ở châu Phi. UoPeople có kế hoạch nhân rộng mô hình hợp tác tương tự với các tập đoàn khác trong tương lai.

### Hewlett Packard (HP)
UoPeople và Hewlett Packard (HP) tuyên bố hợp tác vào tháng 6 năm 2011. Mục đích hợp tác là để triển khai một chương trình thực tập nghiên cứu ảo cho sinh viên UoPeople. Đây là một là một phần của dự án Chất xúc tác Sáng kiến của HP, một mạng lưới toàn cầu của các tập đoàn nhằm thúc đẩy sự hợp tác của các tổ chức giáo dục và các tổ chức phi chính phủ.
Bên cạnh đó, Hewlett-Packard là nhà tài trợ đầu tiên cho Quỹ Học Bổng Phụ nữ của UoPeople. HP đóng góp một khoản $200 000 để tài trợ cho 100 phụ nữ theo học bằng Cao đẳng tại trường. HP cũng trao tặng $200 000 và nhiều máy tính đến trung tâm giảng dạy của UoPeople ở Haiti.

### Liên minh Toàn cầu về ICT và Phát triển (GAID) - Liên Hợp Quốc
Hoạt động dưới Bộ Kinh tế và Xã hội, năm 2006, GAID được sự chấp thuận của Tổng thư ký Liên Hợp Quốc Kofi Annan, trong việc ghi nhận Công nghệ Thông tin và Truyền thông (ICT) phải được tích hợp một cách hiệu quả các hoạt động phát triển. Điều này là cần thiết để các mục tiêu phát triển đã được quốc tế đồng thuận, bao gồm cả những Mục tiêu Phát triển Thiên niên kỷ, có thể đạt tới trong thời hạn đề ra. Vào ngày 19/5/2009, UN-GAID công bố sự ra mắt của Đại học cho Mọi người tại một cuộc họp báo tại New York với các phóng viên, và chủ tịch của UoPeople, Shai Reshef, trở thành một cố vấn cấp cao cho UN-GAID. [38]

### Chương trình Sáng kiến Toàn cầu Clinton (CGI)
CGI hỗ trợ Đại học cho Mọi người trong việc dân chủ hóa giáo dục đại học ở Haiti. Vào tháng 8 năm 2010, UoPeople được mời trở thành một thành viên của CGI, [39] và công bố cam kết của nó tới Haiti. Trường cam kết chấp nhận 250 thanh niên Haiti đủ điều kiện để theo học miễn phí, giúp họ tiếp cận giáo dục và phát triển các kỹ năng cần thiết để xây dựng lại đất nước. Cam kết này đã được hoàn thành vào tháng 5 năm 2014.

### OpenCourseWare consortium (OCWC)
OpenCourseWare là sự đăng tải mở và miễn phí các tài liệu giáo dục chất lượng cao, được tổ chức thành các khóa học. OCWC là sự hợp tác của hơn 200 tổ chức giáo dục đại học và các tổ chức liên quan từ khắp nơi trên thế giới. OCWC tạo ra một kho dữ liệu giá dục lớn và dồi dào, sử dụng chung một mô hình chia sẻ. Là một thành viên của OCWC, UoPeople đẩy cao cam kết của mình về phát triển hệ thống giáo dục hiện nay thông qua Internet.

### Asal Technologies
UoPeople di chuyển bộ phận phát triển IT đến Ramallah qua quan hệ đối tác công nghệ với Asal Technologies (công bố vào ngày 7/3/2012). Một trong những nguyên nhân chính đằng sau động thái này là UoPeople từng tuyên bố họ không chỉ mang tới cơ hội tiếp cận giáo dục, mà còn có cơ hội việc làm cho các khu vực cần tới chúng. Palestine là một trong những khu vực như vậy. Kể từ khi mở ra trung tâm IT, một phần của bộ phận dịch vụ cho sinh viên và dịch vụ hỗ trợ tài chính của UoPeople cũng đã được chuyển tới Ramallah. UoPeople cũng thông báo hiện thời họ đang xem xét chuyển một phần lớn các hoạt động hành chính đến Ramallah, để tạo thêm nhiều việc làm nơi đây.

### Quỹ Saylor
Quỹ Saylor là một tổ chức phi lợi nhuận với sứ mệnh mang tới giáo dục đại học miễn phí và có thể được tiếp cận qua Internet. Ngày 10/4/2012, quỹ tuyên bố hợp tác với UoPeople để đưa khóa Luật Kinh doanh của họ vào chương trình của UoPeople.

### Ashoka
Ashoka là mạng lưới lớn nhất của các nhà khởi nghiệp xã hội (Ashoka Fellow) trên toàn thế giới, với gần 3 000 Ashoka Fellow tại 70 quốc gia hiện đang đưa ý tưởng thay đổi hệ thống của họ vào thực tế trên quy mô toàn cầu. Chủ tịch UoPeople, Shai Reshef được ghi nhận cho sự đầu tư mang tính cách mạng vào UoPeople. Ông đã được bầu chọn làm một Ashoka Fellow vào tháng 12 năm 2009. Chương trình đã mang tới cho Reshef hỗ trợ chuyên môn, bao gồm quyền truy cập vào một mạng lưới với hơn hai nghìn đồng nghiệp trên khắp thế giới.

## Giải thưởng và Công nhận
Trong năm 2013, Hiệp hội Thẻ Nhận dạng Sinh viên Quốc tế (ISIC) và MasterCard Worldwide thông báo rằng Đại học cho Mọi người đã thắng giải thưởng ISIC của năm bằng "phương pháp tiếp cận giáo dục một cách sáng tạo". Trong năm 2015, chủ tịch Shai Reshef được vinh danh ở vị trí thứ 8 trong danh sách "Các doanh nhân có lòng trắc ẩn lớn nhất trên thế giới" của tạp chí Salt. Năm 2016, giải thưởng Prince cho sự sáng tạo trong từ thiện đã được trao cho chủ tịch Shai Reshef.